# MONKEY MAJIKのオンバク
『MONKEY MAJIKのオンバク』（モンキーマジックのオンバク）は、NHK仙台放送局制作で、2014年4月5日から2021年3月22日まで、東北地方のNHK-FMで放送していたラジオ番組である。

## 概要
NHK東日本大震災プロジェクトキャンペーンの一環として、東日本大震災で被災した東北地方出身、あるいは東北地方に活動の拠点を置く音楽家、歌手、タレント、文化人などをゲストに迎え、「爆発的な力で東北の復興に尽力する人たち」をその人へのインタビュー、音楽関係のゲストである場合はその楽曲の紹介などを通して、音楽という視点から伝えていくことを目指している。
回数を重ねるうちに、芸能人以外のゲストを迎えたり、MONKEY MAJIKのメンバーとバクコメによるトーク、「東北ミステリー」などのコーナーが中心の内容になっていった。

## 放送日時
| 期間         | 期間          | 放送時間（JST）    |
| ------------ | ------------- | ------------------ |
| 2014年4月5日 | 2018年3月31日 | 土曜 18:00 - 18:50 |
| 2018年4月2日 | 2021年3月22日 | 月曜 18:00 - 18:50 |

- NHKネットラジオ らじる★らじるでは、仙台放送局を選局することで全国での聴取が可能。
  - radikoの第2次実験配信では、東京・渋谷から配信される東京都域放送のみが全国同一コンテンツとして配信される為、radikoによる本番組の聴取は不可。
- 土曜時代はNHK交響楽団の演奏会などにより休止する場合があった。

差し替えの対象番組
- 2014年度 - 2017年度：『岡田惠和 今宵、ロックバーで〜ドラマな人々の音楽談義〜』
- 2018年度 - 2020年度：『夜のプレイリスト』（再放送）

## パーソナリティ
- MONKEY MAJIK（主にDICKとTAXが出演）
- バクコメ（準レギュラー）

## ゲスト
ゲストは基本的に2回を一つのくくりとして迎える。
1. （2014年4月5・19日）吉田兄弟（津軽三味線演奏家）
2. （4月26・5月3日）坂本サトル（青森県出身）
3. （5月17・24日）佐藤竹善（同上）
4. （5月31・6月14日）平原綾香
5. （6月21・28日）Rake（宮城県在住）
6. （7月5・12日）（ゲストなし。この回はMONKEY MAJIK全員が参加しての座談会。この回では被災地3県のNHKと民放中波・FM局9社・団体が共同主催する2014年夏～秋にかけての統一キャンペーン「ダカラジ」のキャンペーンソング「You Are Not Alone」を初披露）
7. （7月19・26日）大友康平（HOUND DOG　宮城県出身）
8. (8月2・9日）大塚愛
9. （8月30日）根本要（スターダスト・レビュー）
10. （9月13・20日）May J.
11. （10月4・11日）ハジ→（宮城県出身）
12. （10月25・11月1日）夏木マリ
13. （11月8・22日）山中さわお（the pillows）
14. （11月29・12月6日）渡辺俊美（TOKYO No.1 SOUL SET　福島県出身）
15. （12月13・20日）サンドウィッチマン（宮城県出身）
16. （12月27日）（ゲストなし。この回は2014年内最後の放送であり、MONKEY MAJIK全員が出演して、この1年間の活動のまとめや、トークの総集編を語り合った）
17. （2015年1月17・24日）さとう宗幸（宮城県出身）
18. （1月31日）山口洋
19. （2月14日）熊谷育美（宮城県出身・在住）
20. （2月28日・3月7日）中田裕二
21. （3月14日・21日）（ゲストなし。この2回は2月7日開催の日本武道館で行われたMONKEY MAJIKのライブを録音中継）
22. （4月4日）ゲストなし（2014年度総集編）
23. （4月18日・25日）タケカワユキヒデ
24. （5月2日・16日）堂島孝平
25. （5月23日・30日）ポカスカジャン
26. （6月13・20日）坂本サトル（2回目）
27. （6月27日・7月4日）伊藤ふみお（KEMURI）
28. （7月11日・25日）つのだ☆ひろ